# 1456 Saldanha
1456 Saldanha је астероид. Приближан пречник астероида је 43,59 ,
а средња удаљеност астероида од Сунца износи 3,213 астрономских јединица (АЈ).
Инклинација (нагиб) орбите у односу на раван еклиптике је 10,492 степени, а орбитални период износи 2104,571 дана (5,762 година). Ексцентрицитет орбите астероида износи 0,211.
Апсолутна магнитуда астероида износи 10,93 а геометријски албедо 0,039.
Астероид је откривен . 1937. године.